# Пролетарский сельсовет (Новосибирская область)
Пролетарский сельсовет — сельское поселение в Ордынском районе Новосибирской области Российской Федерации.
Административный центр — посёлок Пролетарский.

## История
Статус и границы сельского поселения установлены Законом Новосибирской области от 2 июня 2004 года № 200-ОЗ «О статусе и границах муниципальных образований Новосибирской области»

## Население
| 2002  | 2010  | 2012  | 2013  | 2014  | 2015  | 2016  |
| ----- | ----- | ----- | ----- | ----- | ----- | ----- |
| 1644  | ↘1474 | →1474 | ↘1470 | →1470 | ↘1449 | ↘1436 |
| 2017  | 2018  | 2019  | 2020  | 2021  |       |       |
| ↗1440 | ↘1439 | ↘1415 | ↘1399 | ↘1372 |       |       |

## Состав сельского поселения
| № | Населённый пункт | Тип населённого пункта          | Население |
| - | ---------------- | ------------------------------- | --------- |
| 1 | Пролетарский     | посёлок, административный центр | ↘1372     |